# Roger Boyes
Roger Boyes (ur. 7 sierpnia 1952 w Hereford) – brytyjski dziennikarz, publicysta i pisarz.

## Życiorys
W 1974 ukończył studia z zakresu stosunków międzynarodowych na University of Surrey. Kształcił się następnie w King’s College w ramach University of London. Karierę dziennikarską rozpoczynał jako moskiewski korespondent agencji informacyjnej Reuters. W latach 1979–1981 był dziennikarzem „Financial Times”. Od 1981 zawodowo związany z brytyjskim dziennikiem „The Times” jako stały korespondent tego czasopisma w Warszawie (do 1987), Rzymie (do 1989), ponownie w Warszawie (do 1992), w Bonn (1993–1999) i od 1999 w Berlinie. Został również stałym felietonistą niemieckiego dziennika „Der Tagesspiegel”.
Jest autorem i współautorem szeregu pozycji książkowych. Wspólnie z Piotrem Cywińskim napisał dwie publikacje w języku polskim – Sezon na Europę (Czytelnik, Warszawa 2003) oraz Koniec Europy (Świat Książki, Warszawa 2004). Na język polski zostały także przetłumaczone jego książki: Nagi prezydent: życie polityczne Lecha Wałęsy (Aneks, Londyn 1995) i napisana wspólnie z Adamem LeBorem Przeżyć w Trzeciej Rzeszy (Klub dla Ciebie, Warszawa 2002).

## Wybrane publikacje
Jako autor
- The Naked President: Political Life of Lech Walesa, 1994
- My Dear Krauts, 2006
- How to be a Kraut, 2007
- A Year in the Scheisse: Getting to Know the Germans, 2008

Jako współautor
- The Priest and the Policeman: The Courageous Life and Cruel Murder of Father Jerzy Popieluszko, 1987
- Surviving Hitler: Corruption and Compromise in the Third Reich, 2000
- Sezon na Europę, 2003
- Is it easier to be a Turk in Berlin or a Pakistani in Bradford?, 2004
- Koniec Europy, 2004
- Seduced by Hitler, 2007